# Vụ hối lộ quan chức Việt Nam của PCI
Vụ hối lộ quan chức Việt Nam của công ty PCI (Pacific Consultants International, viết tắt là PCI, Công ty Tư vấn Quốc tế Thái Bình Dương) Nhật Bản là vụ việc nổi đình đám trong năm 2008 tại Việt Nam, liên quan đến việc đưa hối lộ của một số quan chức công ty PCI với Ban Quản lý dự án PMU tại Thành phố Hồ Chí Minh, cụ thể là với ông Huỳnh Ngọc Sĩ, Phó Giám đốc Sở Giao thông Công chính Thành phố Hồ Chí Minh kiêm Giám đốc Ban Quản lý PMU Đông - Tây.

## Diễn biến
Liên quan tới việc đấu thầu dự án Đại lộ Đông - Tây tại Thành phố Hồ Chí Minh, báo chí Nhật đưa tin việc Masayoshi Taga, Kunio Takasu, Haruo Sakashita và Tsuneo Sakano đã nhận việc chuyển cho một quan chức cao cấp tại Thành phố Hồ Chí Minh số tiền hối lộ 820.000 đôla để thắng thầu dự án phát triển cơ sở hạ tầng có sử dụng vốn ODA của Nhật trong thành phố.
Các khoản tiền mà PCI trao cho ông Huỳnh Ngọc Sĩ được các công tố viên tại Tòa án quận hạt Tokyo liệt kê là 650.000 đôla trao hồi tháng 1 năm 2002 và tháng 7 năm 2002; 860.000 đôla năm 2003; 540.000 đôla năm 2004; 160.000 đôla năm 2005 và 220.000 đôla năm 2006. Phe công tố trong biên bản luận tội nói rằng số tiền hối lộ tổng cộng lên tới 2,43 triệu đôla nhưng chỉ xác lập vụ án hình sự 2 khoản, tổng cộng 820.000 đôla.
Ngày 5 tháng 8 năm 2008, có 4 quan chức công ty PCI đã bị bắt và đến cuối tháng đã bị khởi tố là Masayoshi Taga (cựu chủ tịch PCI), Haruo Sakashita (cựu thành viên Hội đồng quản trị công ty PCI), Kunio Takasu (Cựu giám đốc điều hành), và Tsuneo Sakano (Cựu đại diện văn phòng Hà Nội của công ty PCI). Tòa án Quận hạt Tokyo đã buộc tội các bị cáo vi phạm Luật Chống cạnh tranh không lành mạnh của Nhật Bản, trong đó có điều nghiêm cấm hối lộ các quan chức chính phủ nước ngoài và trước tòa, các quan chức PCI đã nhận tội.
Hai tuần sau khi 4 quan chức PCI bị phía Nhật Bản bắt và đã được báo chí Nhật loan tin rộng rãi, báo chí Việt Nam vẫn im lìm, đồng thời báo chí nước ngoài lại loan tin một Thứ trưởng ngoại giao của Việt Nam đã yêu cầu phía Nhật can thiệp để báo chí Nhật ngừng đăng tin về vụ PCI trong lúc việc điều tra đang diễn ra. Việc này đã gây bất bình thêm trong công luận Nhật Bản vì ở nước Nhật có quyền tự do báo chí, Chính phủ Nhật Bản không có quyền định hướng hoặc ngăn cấm báo chí và người dân Nhật vốn là những người đóng thuế để cung cấp viện trợ ODA cho nước ngoài đang trông chờ một lời giải thích đúng đắn và tích cực từ phía Việt Nam.
Về phía Việt Nam, tới ngày 19 tháng 11 năm 2008 báo chí Việt Nam đã loan tin rộng rãi về việc ông Huỳnh Ngọc Sĩ đã bị tạm đình chỉ công tác. và lãnh đạo dự án Đại lộ Đông Tây Thành phố Hồ Chí Minh đã được thay thế.
Ngày 22 tháng 11 năm 2008 báo chí Việt Nam loan tin rộng rãi trong khi hội kiến cùng Thủ tướng Nhật Taro Aso tại Peru, người đứng đầu Nhà nước, Chủ tịch Nguyễn Minh Triết khẳng định quan điểm của Việt Nam là "kiên quyết chống tham nhũng" và "Việt Nam sẽ làm rõ các nghi vấn liên quan đến Công ty Tư vấn quốc tế Thái Bình Dương (PCI) với một số quan chức Việt Nam và có biện pháp xử lý nghiêm khắc.
Năm tháng sau khi vụ PCI vỡ lở tại Nhật, ông Huỳnh Ngọc Sĩ, người được nêu đích danh là nhận hối lộ vẫn tại vị. Phía Việt Nam vẫn chưa có động thái nào về việc điều tra, khởi tố và tới tận tháng 12 năm 2008, ông Nguyễn Thành Tài, Phó Chủ tịch Ủy ban nhân dân thành phố Hồ Chí Minh người chịu trách nhiệm trực tiếp xử lý về vụ PCI, người đã nhiều lần làm việc với đối tác Nhật vẫn khẳng định phía Việt Nam chưa nhận được văn bản và chứng cứ từ phía Nhật. Ông đã yêu cầu phía Nhật đưa ra bằng chứng rồi sẽ tiến hành xét xử chứ không thể nói chung chung vì khi đưa một công dân hay một tội phạm nào ra xét xử thì cũng phải có chứng cứ để luận tội và "...chúng ta sử dụng cán bộ là chúng ta phải tin cán bộ".. Các phát biểu của ông vào ngày 05 tháng 12 năm 2008 có người  cho là phát biểu thiếu trách nhiệm và thiếu suy nghĩ.
Chỉ 5 ngày sau khi Đại sứ Nhật tại Việt Nam thông báo tạm dừng vốn vay ưu đãi chờ kết luận cuối cùng về nghi án hối lộ của PCI và 4 ngày sau khi ông Nguyễn Thành Tài khẳng định chưa có cơ sở bằng chứng để xử lý vụ nghi vấn hối lộ của PCI, ngày 9 tháng 12 năm 2008, vụ hối lộ liên quan đến ông Huỳnh Ngọc Sĩ chính thức được phía Việt Nam khởi tố.

## Hậu quả
Vụ việc đã khiến cho sự ủng hộ của công chúng Nhật Bản giảm sút nghiêm trọng. Tại Hội nghị nhóm các nhà tư vấn tài trợ cho Việt Nam khai mạc sáng 4 tháng 12 năm 2008, Đại sứ Nhật Bản tại Việt Nam Mitsuo Sakaba cho biết các dự án ODA dự kiến trong nửa đầu năm tài khoá 2008 của Nhật Bản dành cho Việt Nam đã bị tạm dừng lại, đồng thời Nhật Bản cũng chưa thể công bố viện trợ mới cho tới khi Ủy ban hỗn hợp phòng chống tham nhũng giữa hai nước xem xét lại việc thực hiện vốn ODA của Nhật tại Việt Nam.
Sự cố ODA nói trên gây ảnh hưởng nặng nề tới nhiều dự án thực hiện bằng nguồn vốn ODA tại Việt Nam.

## Thời gian biểu
- Ngày 29/6/2008: Một nhà quản lý của PCI nói công ty đã hối lộ quan chức VN.
- Ngày 4/8/2008: Bốn người của PCI bao gồm chủ tịch và giám đốc điều hành bị bắt vì cáo buộc đưa hối lộ. Truyền thông Nhật rầm rộ đưa tin.
- Ngày 17/8/2008: Thứ trưởng ngoại giao Hồ Xuân Sơn khuyên báo chí VN, Nhật Bản không nên đưa tin.
- Ngày 25/8/2008: Nhật truy tố bốn cựu quan chức PCI
- Ngày 26/9/2008: Báo Tuổi trẻ đưa tin TP. Hồ Chí Minh quyết định ngừng giải ngân các hợp đồng với PCI.
- Ngày 12/11/2008: Bốn cựu lãnh đạo PCI nhận tội trong vụ mà bên công tố nói họ hối lộ ông Huỳnh Ngọc Sĩ hơn 2,4 triệu đô la Mỹ.
- Ngày 13/11/2008: Trả lời chất vấn của đại biểu quốc hội Nguyễn Minh Thuyết, Thủ tướng Nguyễn Tấn Dũng nói làm rõ tới đâu sẽ xử lý tới đó.
- Ngày 19/11/2008: Ông Huỳnh Ngọc Sĩ bị đình chỉ công tác.
- Ngày 4/12/2008: Nhật tuyên bố ngưng viện trợ ODA, đóng băng khoản 700 triệu đô la đã cấp cho năm 2008.
- Ngày 23/2/2009: Nhật Bản chính thức nối lại nguồn viện trợ ODA cho Việt Nam sau những động thái của chính phủ Việt Nam trong việc xử lý các quan chức liên quan đến tham nhũng trong vụ PCI
- Ngày 25/9/2009: ông Huỳnh Ngọc Sĩ nhận bản án 3 năm tù, vụ việc vẫn tiếp tục được điều tra
- Ngày 18/10/2010: tòa án Nhân dân TP Hồ Chí Minh tuyên phạt ông Huỳnh Ngọc Sỹ tù chung thân với tội danh "nhận hối lộ".[17]
- Ngày 1/9/2011, Tòa phúc thẩm TAND Tối cao tại TP HCM đã tuyên giảm hình phạt từ chung thân xuống còn 20 năm[18]